# Maciej Miska
Maciej Miska – burmistrz Kazimierza w 1527, 1528, 1529, 1530, 1531, 1533, 1534, 1535, 1536, 1537, 1538, 1539, 1540, 1541, 1542, 1543 roku, rajca kazimierski w latach 1527- 1543.
Był kuśnierzem ze Stradomia. 